# Heteroclitopus simonettai
Heteroclitopus simonettai är en skalbaggsart som beskrevs av Branco 1991. Heteroclitopus simonettai ingår i släktet Heteroclitopus och familjen bladhorningar. Inga underarter finns listade i Catalogue of Life.